# Dangeardiana eudorinae
Dangeardiana eudorinae är en svampart som beskrevs av Valkanov ex A. Batko 1970. Dangeardiana eudorinae ingår i släktet Dangeardiana och familjen Chytridiaceae.   Inga underarter finns listade i Catalogue of Life.